# Formaggio svizzero (formaggio statunitense)
Per formaggio svizzero americano (Swiss cheese) si intende un formaggio industriale originario degli Stati Uniti d'America, simile all'emmental svizzero.

## Storia
Il cosiddetto formaggio svizzero venne brevettato dall'azienda statunitense Kraft nel 1950 e voleva imitare il gusto e le caratteristiche dell'emmental svizzero. Oggi i prodotti che imitano l'Emmental sulla falsariga del formaggio svizzero americano vengono prodotte in vari Paesi del mondo, tra cui Finlandia, Estonia, Irlanda e Francia.

## Caratteristiche
Il formaggio svizzero americano ha forma parallelepipeda, è a pasta semidura, presenta i caratteristici buchi dell'emmental, è di colore giallo e non ha la crosta. Quando non presenta i buchi viene definito "cieco". Nonostante le numerose analogie che ha con il vero emmental, il formaggio svizzero americano non è prodotto con il latte crudo, bensì con quello pastorizzato o quello parzialmente scremato.
Il Dipartimento dell'Agricoltura statunitense utilizza il termine "formaggio svizzero" (Swiss cheese) tanto per indicare questa classificazione di latticini che l'emmental. Lo stesso accade in Australia, ove però i termini Swiss cheese o Swiss-style cheese vengono usati per distinguere questi prodotti dall'autentico formaggio dell'Emmental. Il termine "formaggio svizzero" ha avuto una certa notorietà anche in India, questo sebbene, in tale Paese, sia utilizzato il più delle volte in riferimento al solo emmental.

## Produzione
Per produrre il formaggio svizzero americano vengono utilizzati tre tipi di batteri: Streptococcus salivarius sottospecie thermophilus (noto anche come Streptococcus thermophilus), Lactobacillus (Lactobacillus helveticus o Lactobacillus delbrueckii subsp. bulgaricus) e Propionibacterium (Propionibacterium freudenreichii subspecie shermani). Durante una fase avanzata della produzione del formaggio, i propionbacterium consumano l'acido lattico escreto dagli altri batteri e rilasciano acetato, acido propionico e anidride carbonica. Quest'ultima forma lentamente le bolle che portano alla formazione degli "occhi" del formaggio. L'acetato e l'acido propionico conferiscono al formaggio il suo sapore dolce che ricorda quello della nocciola. Tali ipotesi sono anche supportate dagli studi del 2015 di alcuni ricercatori svizzeri, secondo i quali, inoltre, il miglioramento dell'efficienza dei servizi igienico-sanitari avrebbe contribuito a ridurre la presenza di residui nei latticini, fra cui la polvere di fieno nel latte. Ciò avrebbe ridotto la dimensione media dei fori del formaggio o impedito la loro formazione. Essendo un tempo causati da una pressatura eccessiva sul formaggio, i buchi erano considerati un'imperfezione. Solo in tempi più recenti sono divenuti un tratto distintivo di alcuni di questi alimenti.
Inoltre, si pensa che maggiore è la dimensione degli "occhi" di un formaggio, più forte sarà il suo sapore. Ciò avviene perché un lungo periodo di fermentazione permette ai batteri di agire per più tempo. Un formaggio con grandi fori può tuttavia essere difficile da affettare e tende talvolta a sfaldarsi se viene tagliato con le affettatrici meccaniche. Per ovviare al problema, le autorità competenti degli USA permettono solo ai formaggi i cui buchi hanno un diametro massimo di 0,95 cm di essere etichettati fra i latticini di grado A.
Nel 2014 furono prodotti 135,1 milioni di chilogrammi di formaggio svizzero nei soli Stati Uniti.

## Varianti
Il Baby Swiss è una variante del formaggio svizzero a base di latte intero, dai fori piccoli e il sapore delicato. Il Baby Swiss fu inventato a metà degli anni 1960 nei dintorni della comunità non incorporata di Charm, nell'Ohio, dalla Guggisberg Cheese Company, di proprietà di Alfred Guggisberg.
Non troppo diverso è il Lacy Swiss, che ha anch'esso un sapore delicato e dei piccoli buchi, ma è a base di latte magro.